# Camelia Malik
Pour les articles homonymes, voir Malik.
Camelia Malik (née le 22 avril 1955 à Jakarta), mieux connue sous le sobriquet de Mia, est une artiste, chanteuse indonésienne.

## Discographie
1. Kecup Kecup 
(en duo avec Reynold Panggabean ?)
2. Colak-colek (1979)
3. Raba-raba (1980)
4. Ceplas-ceplos 
(en duo avec Reynold Panggabean 1981)
5. Sayang-sayang 
(en duo avec Reynold Panggabean 1981)
6. Murah Meriah 
(en duo avec Reynold Panggabean 1986)
7. Taktik 
(en duo avec Reynold Panggabean 1988)
8. Kedap Kedip (1992)
9. Disco Dangdut Rindu Berat (1993)
10. Potret Diri (1994)
11. Segudang Rindu (1996)
12. Gengsi Dong 
(en duo avec Reynold Panggabean)
13. Wakuncar (?)
14. Colak Colek II (?)
15. Rindu Berat (1997)
16. Bulan Pun Berkaca (1999)
17. Tak Salah Lagi (2002)
18. Rekayasa Cinta (2002)
19. Pengagum Cinta (Bukan Kekasih Setia) (2005)

## Filmographie
- 1971 : Ratna
- 1971 : Lorong Hitam
- 1971 : Pendekar Bambu Kuning
- 1972 : Angkara Murka
- 1973 : Laki-Laki Pilihan
- 1974 : Mencari Ayah
- 1974 : Batas Impian
- 1977 : Para Perintis Kemerdekaan
- 1979 : Colak-Colek
- 1980 : Jangan Coba Raba-Raba
- 1980 : Gengsi Dong
- 1981 : Di Bawah Lindungan Ka'bah
- 1987 : Nada-Nada Rindu
- 1989 : Pacar Ketinggalan Kereta
- 1990 : Jaka Swara